# Hieracium megavulgatum
Hieracium megavulgatum es una especie de planta con flor del género Hieracium, de la familia Asteraceae, orden Asterales.

## Distribución
Hieracium megavulgatum se distribuye por Noruega, Suecia, Finlandia, Dinamarca, Alemania, Polonia, República Checa, Eslovaquia, Estonia, Letonia y Rusia.

## Taxonomía
Fue descrita científicamente por T. Tyler.